# Palo del Ahorcado

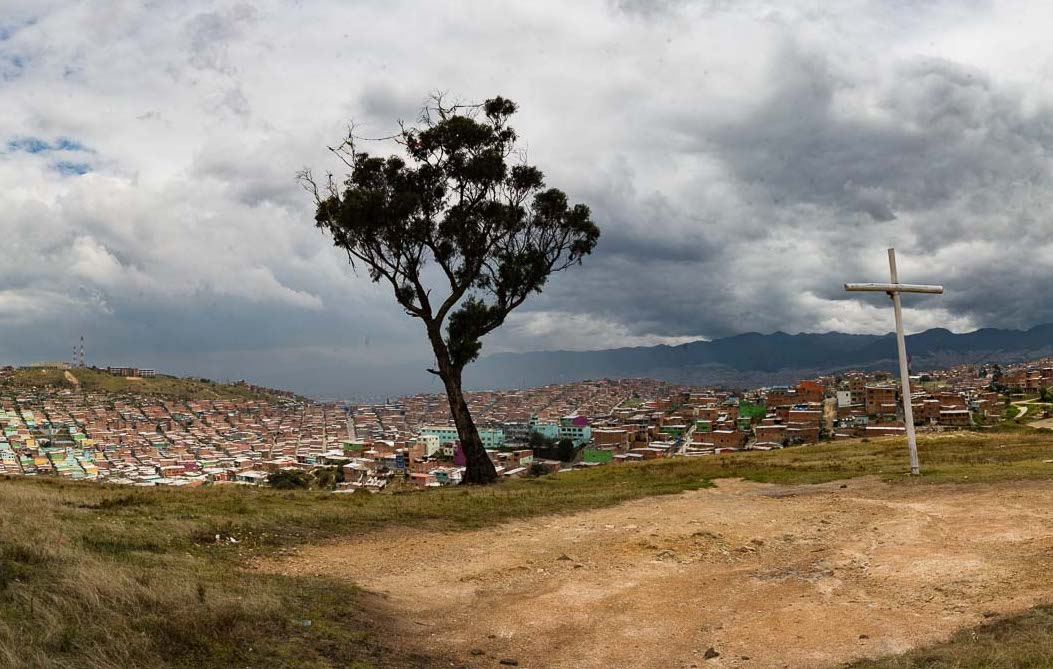
Palo del Ahorcado. Ciudad Bolívar, Bogotá

El Palo del Ahorcado es un árbol de eucalipto localizado en la parte más alta de una de las montañas de Ciudad Bolívar, en Bogotá, Colombia. Alrededor de él y de su historia se han construido diferentes representaciones, procesos sociales, valores ambientales  y ecológicos, y prácticas patrimoniales  que lo han convertido en símbolo de la defensa de la vida y del territorio.

## Ubicación
El Palo del Ahorcado, único eucalipto en la cima de la montaña, se encuentra ubicado en la localidad de Ciudad Bolívar, Bogotá, en el borde suroccidental de la ciudad, en lo que la comunidad denomina reserva ecológica Cerro seco. Limita con el barrio Ciudadela Sucre en el municipio de Soacha. Además, está rodeado por los barrios Caracolí, Potosí, Arborizadora Alta, sector La Isla, Jerusalén, entre otros.

## Origen del nombre
Respecto a su nombre, “Palo del Ahorcado”, existen varias definiciones históricas y de memoria colectiva. La más conocida es la descrita en el censo sobre el patrimonio cultural intangible de la ciudad de Bogotá  (2008) lo describe: 
“El palo del ahorcado: también conocido como el ‘palo de la antigüedad’, se ubica en el sector de Tibanica, y dicen que ancestralmente esas tierras pertenecieron a los Muiscas y era el lugar donde se rendía culto al agua.
Cuenta la historia que en los años 30’s vivía allí felizmente una pareja con sus hijos. Sin embargo dicen que el diablo se metió en el matrimonio y el Señor Pablo se enamoró de su comadre Ernestina. Razón por la cual su esposa se marchó con sus hijos. Al poco tiempo Pablo y Ernestina se fueron a vivir juntos en la casona que quedaba cerca al eucalipto de la antigüedad, donde estuvieron muy felices por largo tiempo y tuvieron 5 hijos. Pero todos los habitantes de la región sentían miedo y no se acercaban a ellos porque podría sobrevenir sobre ellos una maldición ya que la iglesia los había excomulgado debido a que según el Padre “los compadres que vivan en concubinato son maldecidos y no pueden pertenecer más a la iglesia”.
Efectivamente el diablo empezó a aparecer en noches borrascosas en las que se escuchaba una jauría de perros arrastrando cadenas, a muchos pobladores les dormía la lengua y los dejaba casi muertos del espanto. Un mal día comenzaron a oírse extraños lamentos que parecían aullidos y que venían de Ernestina, quien confesó que a su marido se lo había llevado “el Putas”. Algunos hombres salieron en la búsqueda de Pablo y lo encontraron muerto en medio de una hondonada entre los zarzales, con marcas tenebrosas, de zetas, eses y figuras raras.
Días después, en una noche tenebrosa se volvió a sentir la presencia del Diablo: viento terrible y ruido de una jauría feroz. Esa noche Lucifer se llevó a Ernestina, a quien encuentran ahorcada al día siguiente en el eucalipto de la antigüedad. Desde entonces se le llama el ‘palo del ahorcado’. Dicen hoy en día que al árbol no se le caen las ramas ni las hojas y que permanece allí hace más de 100 años.”

## Procesos sociales
El Palo del Ahorcado hace parte de los procesos de identidad de las comunidades, de las construcciones de significado y de las formas en las que muchos jóvenes han decidido habitar el territorio para cuidarlo y transformarlo.

#### Símbolo de defensa de la vida y el territorio
El Palo del Ahorcado se ubica en un lugar de explotación minera. En la misma zona la empresa “Canteras unidas la esmeralda” en el año 2015 y de manera abrupta, inicia la explotación de la cantera con la cual genera daños directos al Palo, con el fin de ocasionar la muerte del árbol, para que las personas de la comunidad no fuesen al lugar. Esta situación se hace evidente en el vía crucis del 2015, cuando la empresa de seguridad contratada por la minera no permite el ingreso de la comunidad. A partir de la inconformidad de la comunidad, la gente decide entrar y llevar a cabo su tradición, evidenciando que una de las raíces del árbol ha sido mutilada, quemada y cubierta por cemento. 

Representación del Palo del Ahorcado elaborada por el Colectivo Mayaelo. Museo de la Ciudad Autoconstruida.

Esta situación, junto con la muerte de la señora Gineth (sin apellido conocido), atropellada por una volqueta sin frenos, genera en la comunidad un gran impulso para detener la actividad minera y denunciar las prácticas de minería ilegal que tiene la empresa, las cuales afectan la salud de la comunidad y alteran la convivencia en el territorio. El Palo se resignifica entonces como un impulsor de la lucha en defensa de las prácticas en pro de la vida, donde las comunidades exigen que se respete el ecosistema subxerofítico de las montañas de la localidad, que los lugares que la comunidad históricamente ha habitado sean públicos y de libre acceso, y que la defensa del territorio como sujeto de derechos se vuelve primordial en las luchas sociales, comunitarias y populares.

#### Colectivos y redes de trabajo barriales
Alrededor del Palo del Ahorcado existen colectivos y de redes de trabajo barriales alrededor del arte, la cultura, la defensa por el territorio, el medio ambiente y el bienestar de diferentes sectores poblacionales.
Las organizaciones vinculan sus acciones a su protección y como parte de su identidad comunitaria y cultural. En este mismo sentido lo expresa Blanca Pineda: “ Se han hecho alrededor de diecisiete festivales, pero siempre está la exposición itinerante de [la Corporación Cultural] “El Resbalón”, del Palo del Ahorcado. O sea es, como un tributo, que se hace al Palo en todos los Festivales de Memoria.  El Palo se convierte en fuente de inspiración para la creación de obras, como lo enuncian las obras de teatro sobre la historia del Palo que han hecho varios grupos.”
Además, las organizaciones sociales y colectivos, se inspiran en su representación visual,  como símbolo gráfico de sus luchas y de la defensa del territorio que aparece en sus logotipos y eslóganes, referente de valores sociales como resistencia, persistencia y perseverancia.  Algunos de estos casos son: 
- Colectivo literario artístico y cultural Letras del Sur.
- Escuela Ambiental de Potosí
- Monta tu ambiente
- Gestores de Paz Potosí
- Uta Zebxinga Ubabe
- Estudio Cocinol Rap

#### Museo de la Ciudad Autoconstruida

Representación del Palo de Ahorcado en el Museo de la Ciudad Autoconstruida. Elaborada por el Colectivo Mayaelo.

El Palo del Ahorcado es un de los siete casos que se abordan en la exposición inaugural del Museo de la Ciudad Autoconstruida  en Ciudad Bolívar, un proyecto desarrollado desde el Museo de Bogotá del Instituto Distrital de Patrimonio Cultural de Bogotá. 
Está representado en el Museo de la Ciudad Autoconstruida a partir de una escultura, elaborada por el colectivo Mayaelo que lleva por nombre: Wesika Kyé (nombre que se da desde la lengua muisca o Myks Kubun) que traduce Abuelo Palo o Abuelo Árbol, dejando claro que el Palo del Ahorcado es concebido como un ser antiguo que ha visto como la montaña se ha ido transformando y que ha enseñado a la comunidad que es vital organizarse y tejerse. Diana Castillo, del colectivo Mayaelo: ”Los tejidos como símbolo de común unidad y de recordar usos y costumbres propios del territorio, la tierra como símbolo de disputa y conflicto en Colombia pero a su vez, el grito de la montaña por las garras de la minería, la circularidad para entender que no se es dueño, sino parte de un gran ciclo y que la lucha por defender el ecosistema, la montaña, la laguna y el palo hacen parte de esa tarea que tenemos quienes estamos sembrados en este territorio”.
La escultura destaca elementos simbólicos del Palo y la reivindicación de lo colectivo, lo público y lo común. La pieza se enmarca en el objetivo de la exposición que es resaltar las maneras en que los habitantes de Ciudad Bolívar construyen los entornos social, afectivo y físico. 

## Cerro Seco, ecología y medio ambiente
La estribación montañosa que compone la localidad Ciudad Bolívar, contiene una gran diversidad ecosistémica; por tal razón, los conflictos medioambientales tienen presencia en todo el territorio. Ciudad Bolívar posee características ecosistémicas únicas y vitales para Bogotá: desde el bosque alto andino, hasta la subxerofitia y humedales. Estos ecosistemas; se han visto gravemente afectados por las diferentes dinámicas de explotación minera y expansión urbana, además del desconocimiento de la conexión urbano rural que representa el desencuentro entre el orden natural de los territorios biodiversos y los criterios, intereses y prácticas humanas que han provocado tales afectaciones.
Las actividades económicas de Bogotá y las características geológicas de Ciudad Bolívar, la han convertido en un actor clave de explotación minera en Bogotá. En Ciudad Bolívar se encuentra uno de los tres el Parque Minero Industriales de la ciudad (todos ubicados a la periferia sur), en donde se extraen materiales para la construcción como arena, gravilla y calizas, esta actividad se realiza desde 1950. El PMI de la localidad está rodeado de fábricas que producen ladrillo, bloque y tejas; con los materiales extraídos  se han construido vías y edificios importantes para la ciudad. Pero, no es el único lugar destinado para la minería en Ciudad Bolívar, el 13% del territorio está destinado a la explotación minera. 
En Cerro Seco se encuentra una de las canteras abiertas de Ciudad Bolívar. Cerro Seco, un ecosistema subxerofítico con diversidad de flora y de fauna, se encuentra amenazado por las excavaciones de la minería, actividad que a su vez genera: cambios en el paisaje, levantamiento de la capa vegetal, contaminación de cuerpos de agua e inundaciones en la cuenca del Río Tunjuelo, construcción de vías ilegales, deterioro de la precaria malla vial existente debido al transporte pesado, peligro para la fauna y afectaciones en la salud de las comunidades aledañas por el material particulado.
Las actividades mineras amenazan  la diversidad del Parque Ecológico Cerro Seco, cuyas características ecosistémicas hacen parte de la riqueza natural de la región, pues siendo uno de los bosques altoandinos, aporta cantidad de agua importante en la capa subterránea de la montaña y por ende, tiene capacidad de recargar cuerpos de agua cercanos. Además, en este corredor biológico, que abarca entre 380 y 500 hectáreas, se encuentran especies como el Cantor Sabanero y la Alondra Cornuda  que hoy están en peligro de extinción, el Canario Sabanero; y, especies vegetales endémicas como la orquídea y 14 especies más de la planta, el maguey del altiplano (agaves),  los cactus endémicos Tuno y Piñita, 180 especies de plantas que aportan diversidad al corredor ecológico del sur de la ciudad. 

## Reconocimiento como patrimonio inmaterial
El complejo de manifestaciones asociadas al Palo del Ahorcado y al ecosistema de Cerro Seco, sugieren el cumplimiento de los criterios  de valoración para ser incluidas como manifestación cultural en la Lista Representativa de Patrimonio Cultural Inmaterial (LRPCI), proceso impulsado por algunos colectivos del territorio desde noviembre de 2020 con el acompañamiento del Instituto Distrital de Patrimonio Cultural .
El Estado colombiano acepta la existencia y valor del patrimonio cultural inmaterial, en tanto es reconocido, valorado y vivido por las comunidades, además, ha desarrollado una serie de estrategias para dar alcance a la política para la salvaguardia del PCI entre las que sobresale la inclusión en Lista Representativa de Patrimonio Cultural Inmaterial (LRPCI), los inventarios  y registros de manifestaciones culturales, entre otras acciones institucionales. Sin embargo, el patrimonio vivo comunitariamente no necesariamente es reconocido de manera oficial.
La complejidad de esta manifestación radica en la existencia de múltiples actividades, prácticas, y representaciones cotidianas que trascienden el evento religioso del Viacrucis, y se vinculan a la historia de poblamiento del territorio, la nominación del árbol, su organización social asociada (específicamente de las comunidades de los barrios involucrados) y la relación con la naturaleza, concretamente con el ecosistema de Cerro Seco.